# Zschokkella nova
Zschokkella nova is een microscopische parasiet uit de familie Myxidiidae. Zschokkella nova werd in 1914 beschreven door Klokacewa. 